# Navmahija
Navmahija (latinsko naumachia; starogrško ναυμαχία, naumachía; ναῦς, naûs »ladja« + -μαχία, -machía, iz gl. μάχομαι, máchomai »bojevati se«, dobesedno pomorski boj) se je v antičnem rimskem svetu nanašala na uprizoritev pomorskih bitk kot množičnega razvedrila, kot tudi na bazen ali stavbo, v kateri se je to dogajalo.

## Zgodnjenaumachiae
Prvo znano navmahijo je daroval Julij Cezar v Rimu 46. pr. n. št. ob njegovem štirikratnem triumfu. Po tem, ko je blizu Tibere skopal bazen, ki je bil sposoben nositi prave bireme, trireme in quinquereme, se je borilo 2000 borcev in 4000 veslačev, vsi vojni ujetniki. Leta 2 pr. n. št. je ob otvoritvi templja Marsa Ultorja ('Mars maščevalec') je navmahijo, ki je temeljila na Cezarjevem modelu, daroval Avgust. Kot je navedeno v Res Gestæ (§ 23), je na desnem bregu Tibere ustvaril kotlino, kjer se je 3000 ljudi, ne vesel, borilo v 30 plovilih z ovni in številnimi manjšimi ladjami.
Klavdij I. je leta 52 n. št. daroval navmahijo na naravnem vodnem telesu, jezeru Fucine, da bi proslavili zaključek drenažnih del in gradnje predorov. Borci so bili zaporniki, ki so bili obsojeni na smrt. Svetonijevi zapisi, napisani mnogo let po dogodku, pozdravljajo cesarja s frazo morituri te salutant ('tisti, ki bodo kmalu umrli'). Ni dokazov, da je bila ta oblika naslova uporabljena za kakšno drugo priložnost, razen za to eno samo navmahijo. 
Navmahija je bila torej bolj krvava od gladiatorskih bojev, ki so jih sestavljali manjši boji in kjer se boj ni nujno končal s smrtjo poražencev. Natančneje, videz navmahije je tesno povezan in le malo prej kot drugi spektakel, "skupinski boj", ki ni bil spopad enega samega borca, ampak dveh manjših vojsk. Tudi tu so bili borci pogosto tisti, ki so bili obsojeni na smrt in niso imeli specializiranega usposabljanja za prave gladiatorje. Cezar, ustvarjalec navmahije, je moral enako načelo preprosto prenesti v drugo okolje.
Skozi koreografijo borbe je navmahija imela sposobnost predstavljati zgodovinske ali psevdo-zgodovinske teme. Vsaka od flot, ki so sodelovale, je predstavljala pomorsko moč antične Grčije ali helenističnega vzhoda: Egipčane in Tirjane za Cezarjevo navmahijo, Perzijce in Ateince, za Avgustovo, Sicilijance in Rodošane za Klavdijevo navmahijo. Potrebovala je precej več sredstev kot druge takšne zabave, zato so bili ti spektakli rezervirani za izjemne priložnosti, tesno povezane s praznovanji cesarja, njegovimi zmagami in njegovimi spomeniki. Specifičnost spektakla in zgodovinske teme iz grškega sveta so tesno povezane z izrazom navmahija. Ta beseda, fonetični prepis grške besede za pomorsko bitko (ναυμαχία / naumakhía), se je od takrat nanašala tudi na velike umetne bazene, ustvarjene zanje.

## Naumachiazgradba
Cezarjeva navmahija je bila verjetno preprosta kotlina, ki so jo vkopali v tla na severnih ali južnih bregovih Tibere in jo napajali z njenimi vodami; natančna lokacija ni znana; najverjetneje Trastavere ali Campus Martius . Avgustova navmahija je bolj znana: v svojem Res Gestu (23) sam Avgust navaja, da je bazen meril 1800 x 1200 rimskih čevljev (približno 533 x 355 metrov). Plinij starejši (Naturalis Historia, 16, 200) opisuje otok, ki je nastal v središču, verjetno pravokoten in povezan z obalo z mostom, kjer so verjetno sedeli privilegirani gledalci.
Ob upoštevanju velikosti bazena in dimenzij trireme (približno 35 x 4,90 metra) bi trideset uporabljenih plovil težko upravljalo. Vedoč, da je bila posadka rimske trireme približno 170 veslačev in 50 do 60 vojakov, nam preprost izračun omogoča, da vidimo, da bi moralo imeti plovilo Avgustove flote, da bi doseglo število 3000 ljudi, več borcev kot dejanska flota. Spektakel se je tako osredotočil manj na gibanje plovil kot na njihovo dejansko prisotnost v umetnem bazenu in na boj z ramo ob rami, ki se je razvil.
Za Klavdijevo navmahijo je bilo drugače. Obe floti sta sestavljali po 50 plovil, kar ustreza številu plovil v vsaki od obeh vojaških flot, ki sta imeli bazo v Misenumu in Raveni. Jezero Fucino je bilo dovolj veliko, da je bil potreben le del, obdan s pontoni in dovolj prostora, da so se plovila lahko premikala in ovirala drug drugega. Klavdijeva navmahija je zato resnično priredila pomorsko bitko.
Po Sekst Julij Frontin v De aquaeductu (de aquis urbis Romæ, 11, 1-2: opus naumachiæ) je bila vodna oskrba Avgustove navmahije posebej zgrajena, s presežkom, ki je bil uporabljen za zalivanje sosednjih vrtov v Trans Tiberimu. To je bil akvadukt Aqua Alsietina, katerega ostanki so bili najdeni na pobočjih griča Gianicola (8 Rimski grič) pod samostanom San Cosimato. Obstaja več teorij o natančni lokaciji; najnovejša od njih je med Via Aurelijo na severu in cerkvijo San Francesco a Ripa na jugovzhodu, v zavoju Tibere. Republikanski viadukt, odkrit v Via Aureliji pri San Crisogonu, je lahko služil tudi kot kanal za bazen.
Bazen ni trajal dolgo. V Avgustovem času je bil deloma nadomeščen (Svetonij, Augustus, 43, 1) z nemus Cæsarum (Cezarjev sveti gozd), pozneje preimenovan v »gozd Gaja in Lucija« za Avgustove vnuke (Kasij Dion, 66, 25, 3). To veliko območje je bilo verjetno zgrajeno do konca 1. stoletja.

## Naumachiaev amfiteatrih
Nov razvoj se je zgodil v času Neronove vladavine: navmahija v amfiteatru. Svetonij (Neron, XII, 1) in Kasij Dion (Rimska zgodovina, LXI, 9, 5) govorita o takem spektaklu leta 57 v lesenem amfiteatru, ki ga je otvorila zadnja Julijsko-klavdijska rodbina. Nič ni znano o kraju, razen da je bil zgrajen na Marsovem polju. Neron je predstavil drugo navmahijo leta 64. Pred tem so lovili in sledili gladiatorski spopadi in velika pogostitev (Kasij Dion, LXII, 15, 1). Ni znano, kakšna je bila oblika teh iger. Verjetno je bil to isti lesen amfiteater, saj pred velikim požarom v Rimu, ki se je zgodil kmalu zatem, ni omenjeno njegovo uničenje.
Za otvoritev Koloseja v letu 80 je Tit podaril dve navmahiji, eni v Avgustovem bazenu, z več tisoč moškimi, drugo pa v novem amfiteatru (Kasij Dion, LXVI, 25, 1-4). Po Svetoniju (Domitian, IV, 6-7) je Domicijan v Koloseju organiziral navmahijo nedvomno okoli leta 85 n. št., in še eno v letu 89 v novem bazenu, ki ga je skopal čez Tibero; z odstranjenim kamnom je popravil Circus Maximus, ki je zgorel na dveh straneh. Domicijan je verjetno v času med tema dvema navmahijama zaključil mrežo sob pod Kolosejem, ki so danes vidne, hkrati pa izključujejo takšne spektakle v areni.
Arena v Koloseju je merila le 79,35 x 47,20 m, daleč stran od dimenzij Avgustovega bazena. Navmahija v Koloseju torej ni mogla biti tako velika kot prejšnje. Lahko si predstavljamo soočenje med posadkami več replik vojnih ladij, potencialno resnične velikosti ali razumno blizu, toda dejanski manevri ali celo plavanje se zdi dvomljivo. Znano je, da so bili statični rekviziti uporabljeni za predstavljanje ladij, včasih z mehanizmi za simulacijo razbitin, tako na odru kot v areni (Tacit, Annales, XIV, 6, 1; Kasij Dion LXI, 12,2

## Voda v amfiteatrih
Uporaba dovolj vode za plovila v amfiteatrih postavlja tehnična vprašanja. Amfiteatri niso bili uporabljeni izključno za navmahije; bili bi napolnjeni in izsušeni dovolj hitro za uporabo v gladiatorskih bojih in drugih spektaklih. Hiter prehod med vodnimi in suhimi predstavami se zdi, da je bila ena od velikih atrakcij. Kasij Dion to poudarja, ker se nanaša na Neronovo navmahijo (LXI, 9, 5); Martial prav tako govori o Titovi navmahiji v Koloseju (Knjiga spektaklov, XXIV). Edini preživeli pisni viri ne opisujejo mehanizmov ali inženirstva. Arheologija ne zagotavlja nobenih sledi: od takrat je bila spremenjena klet Koloseja. Samo dva provincialna amfiteatra, v Veroni in Meridi, Španija, zagotavljata vse tehnične dokaze.
Osrednja jama Veronskega amfiteatra je bila globlja od prostorov, ki so običajno pod areno in je služila kot bazen. Povezan je bil z dvema aksialnima kanaloma. Ena, ki je krožil pod zahodno galerijo arene, ni bil priključena na drenažni sistem in je moral biti povezana z akvaduktom, da bi napolnila bazen. Vzhodni kanal je bil globlji in zasnovan za odvajanje vode v reko Adižo. Bazen v amfiteatru Mérida, ki je imel le 1,5 metra, je bil plitvejši od tistega v Veroni. Ker je tako plitev - manj kot višina stoječega človeka - ga ni mogoče zamenjati s podzemno servisno sobo. Ta bazen je bil opremljen z dostopnimi stopnicami in prekrit z materialom, podobnim tistemu za bazene in rimske terme. Prav tako sta ga oskrbovala dva kanala, od katerih je bil zahodni priključen na bližnji akvadukt San Lazaro.
Dimenzije teh bazenov izključujejo vse, razen najosnovnejših navmahij: enota v Meridi meri le 18,5 x 3,7 metra. Tu bi se lahko dogajali le najbolj skromni vodni spektakli. To nas pripelje do zaključka, da tudi če domnevamo, da je imel Kolosej podoben bazen pred izgradnjo hipogeja (podzemnega kompleksa), bi se navmahije izvajale samo na plitkem sloju vode, ki bi pokrivala površino arene, kar je najmanjša potrebna za plavanje ladij.

## Zaton rimskenaumachie
Uvedba novih tehnologij je na začetku pripeljala do večjega števila navmahij. Prve tri so bile razdeljene na približno 50 let; naslednjih šest, ki so večinoma potekale v amfiteatru, se je zgodilo v obdobju 30 letih. Manj drage v materialnem in človeškem smislu so si lahko privoščili pogosteje. Manj veličastne so postali značilnost iger, vendar jih ni bilo mogoče šteti za izjemne. O tem priča ikonografija. Od približno dvajsetih predstav navmahije v rimski umetnosti so skoraj vse v četrtem slogu, v času Nerona in flavijske dinastije.
Po flavijskem obdobju, naumachiae izginjajo iz besedil skoraj v celoti. Razen omembe v Agustovi zgodovini, ni poznega vira omejene zanesljivosti, samo mestni zapisi (fastia) v Ostiji nam povejo, da je leta 109 Trajan odprl bazen za navmahijo. Ta lokacija je bila odkrita v 18. stoletju na območju mesta Vatikana, za Angelskim gradom (Castel Sant'Angelo). Naknadna izkopavanja so razkrila celoten tloris objekta. Imel je tribune (stopnice za gledalce) in površina je bila približno ena šestina velikosti avgustove navmahije. Ker ni zapisov, je treba domnevati, da se je uporabljal le v času Trajana.
Kljub temu, če upoštevamo vire poznega rimskega cesarstva in trajanje v srednjem veku v smislu toponimije naumachia in dalmachia na kraju, je v 5. stoletju še vedno obstajala. Poleg tega je prisotnost tribun na obodu močan pokazatelj rednih predstav. Po občinskih zapisih Ostie je bilo v otvoritvi vključenih 127 parov gladiatorjev; verjamejo, da kot v amfiteatru omejevalni prostor v Trajanovem bazenu ni bilo velikih bojev, v katerih bi sodelovalo veliko neizurjenih zapornikov ali bi zahtevalo preveč poenostavitev pomorskih bojev. Navmahije bi lahko v tej obliki in z namenskim prostorom zlahka nadaljevali (čeprav verjetno manj pogosto) več stoletij, ne da bi jih omenjali v virih, saj ne bi bile posebej vredne omembe: preprosto so izgubile svojo veličastnost.
V provincah je vpliv rimske navmahije zlahka razviden, vendar omejen in omejen na lokalne in neškodljive pomorske igre in ponovne izvedbe. Tekmovanje, ki je potekalo pod imenom navmahija, je bilo del Panatenejskih iger med atenskimi ephebos od flavijske dobe naprej. Zamenjal je regate, ki so se dogajale prej na teh igrah. Če naj verjamemo Avzoniju, (Moselle, 200-2,29), je na reki Mozeli potekala navmahija med lokalno mladino.

## Postrimskanaumachiae
Navmahija je bila izvedena za Henrika II. v Rouenu leta 1550. Druga je potekala v Milanu za Napoleona leta 1807.
Park Monceau v Parizu je opremljen z vodnim bazenom za navmahijo, obdanim s kolonado. V 18. in 19. stoletju je Anglija v več parkih predstavljala lažne pomorske bitke z modelnimi ladjami, ki so bile imenovane tudi navmahija. Peasholm Park v Scarboroughu v Angliji še vedno prireja takšen dogodek. Priljubljene so bile tudi manjše, gledališke vodne drame.
Newyorški umetnik Duke Riley je leta 2009 v Queensovem muzeju umetnosti pripravil navmahijo.